# Club Atlético Osasuna 2019-2020
Questa voce raccoglie le informazioni riguardanti il Club Atlético Osasuna nelle competizioni ufficiali della stagione 2019-2020.

## Stagione
La stagione 2019-2020, vede il ritorno del club in Liga, a distanza di due anni dall'ultima volta.
In Coppa del Re, il club raggiunge gli ottavi di finale, battendo: il Lorca Deportiva (3-0), l'Haro Deportivo (2-1) e il Recreativo Huelva (3-2), perdendo soltanto contro il Real Sociedad (3-1).

## Maglie e sponsor
| Casa | Trasferta |

## Rosa
Aggiornata al 13 settembre 2019.
| N. |                      | Ruolo | Calciatore        |
| -- | -------------------- | ----- | ----------------- |
| 1  | Spagna (bandiera)    | P     | Sergio Herrera    |
| 2  | Spagna (bandiera)    | D     | Nacho Vidal       |
| 3  | Spagna (bandiera)    | D     | Raúl Navas        |
| 4  | Spagna (bandiera)    | D     | Unai García       |
| 5  | Spagna (bandiera)    | D     | David García      |
| 6  | Spagna (bandiera)    | C     | Oier (capitano)   |
| 7  | Spagna (bandiera)    | A     | Marc Cardona      |
| 8  | Spagna (bandiera)    | C     | Fran Mérida       |
| 9  | Argentina (bandiera) | C     | Ezequiel Ávila    |
| 10 | Spagna (bandiera)    | C     | Roberto Torres    |
| 12 | Argentina (bandiera) | D     | Facundo Roncaglia |
| 13 | Spagna (bandiera)    | P     | Rubén Martínez    |

| N. |                               | Ruolo | Calciatore        |
| -- | ----------------------------- | ----- | ----------------- |
| 14 | Spagna (bandiera)             | C     | Rubén García      |
| 17 | Spagna (bandiera)             | A     | Robert Ibáñez     |
| 18 | Spagna (bandiera)             | D     | Juan Villar       |
| 19 | Spagna (bandiera)             | A     | Kike Barja        |
| 20 | Serbia (bandiera)             | C     | Darko Brašanac    |
| 21 | Spagna (bandiera)             | D     | Iñigo Pérez       |
| 22 | Spagna (bandiera)             | A     | Adrián López      |
| 23 | Guinea Equatoriale (bandiera) | D     | Aridane Hernández |
| 27 | Spagna (bandiera)             | C     | Jon Moncayola     |
| 29 | Spagna (bandiera)             | D     | Endika Irigoyen   |
| 30 | Ecuador (bandiera)            | D     | Pervis Estupiñán  |

## Calciomercato

### Sessione estiva(dal 1/7/19 al 2/9/19)
| Acquisti | Acquisti            | Acquisti         | Acquisti                    |
| R.       | Nome                | da               | Modalità                    |
| -------- | ------------------- | ---------------- | --------------------------- |
| D        | Pervis Estupiñán    | Watford          | prestito                    |
| D        | Raúl Navas          | Real Sociedad    | prestito                    |
| D        | Toni Lato           | Valencia         | prestito                    |
| D        | Facundo Roncaglia   | Celta Vigo       | definitivo (250000 €)       |
| C        | Jaume Grau          | Real M. Castilla | definitivo                  |
| C        | Darko Brašanac      | Betis            | definitivo (1 milioni €)    |
| C        | Rubén García Santos | Levante          | definitivo (3 milioni €)    |
| A        | Ezequiel Ávila      | San Lorenzo      | definitivo (2,70 milioni €) |
| A        | Marc Cardona        | Barcellona       | definitivo (2,50 milioni €) |
| A        | Brandon             | Rennes           | definitivo (2 milioni €)    |
| A        | Robert Ibáñez       | Getafe           | definitivo (2 milioni €)    |
| A        | José Arnáiz         | Leganés          | prestito (500000 €)         |
| A        | Adrián López        | Porto            | definitivo                  |
| A        | Enric Gallego       | Getafe           | prestito                    |

| Cessioni | Cessioni        | Cessioni         | Cessioni   |
| R.       | Nome            | a                | Modalità   |
| -------- | --------------- | ---------------- | ---------- |
| D        | Carlos Clerc    | Levante          | definitivo |
| C        | Miguel Díaz     | Tudelano         | definitivo |
| C        | Imanol García   | Córdoba          | definitivo |
| C        | Jaume Grau      | Lugo             | prestito   |
| D        | Antonio Otegui  | Numancia         | prestito   |
| A        | David Rodríguez | Racing Santander | definitivo |
| A        | Xisco           |                  | svincolato |

### Sessione invernale
| Acquisti | Acquisti      | Acquisti | Acquisti            |
| R.       | Nome          | da       | Modalità            |
| -------- | ------------- | -------- | ------------------- |
| D        | Toni Lato     | Valencia | prestito            |
| A        | José Arnáiz   | Leganés  | prestito (500000 €) |
| A        | Enric Gallego | Getafe   | prestito            |

| Cessioni | Cessioni         | Cessioni       | Cessioni   |
| R.       | Nome             | a              | Modalità   |
| -------- | ---------------- | -------------- | ---------- |
| D        | Lillo Castellano | Maccabi Haifa  | definitivo |
| C        | Luis Perea       | Alcorcón       | prestito   |
| A        | Brandon          | Girona         | prestito   |
| D        | Juan Villar      | Rayo Vallecano | prestito   |